# Aït Yahia
Aït Yahia (în arabă آيت يحيى) este o comună din provincia Tizi Ouzou, Algeria.
Populația comunei este de 14.439 de locuitori (2008).